# Laurent Ciman
Laurent Ciman Franco (nascut el 5 d'agost de 1985) és un jugador de futbol belga que juga com a defensa.
Pel que fa a clubs, ha jugat a Charleroi, Club Brugge, Kortrijk i Standard Liège a Bèlgica. També ha jugat a la Major League Soccer a Montreal Impact, on fou nomenat defensa de l'any. També ha estat internacional amb la selecció de Bèlgica.